# Suoni dall'Italia
Suoni dall'Italia - Produzioni Musicali è un'etichetta discografica italiana fondata nel 2013 e gestita dalla  cantautrice Mariella Nava, insieme ai suoi più stretti collaboratori di sempre. 
Tra i collaboratori lo storico produttore Antonio Coggio, scomparso nell'ottobre del 2021, Piero Pintucci, Stefano Senesi, Roberto Guarino (arrangiatore e chitarrista), Stefano De Sando, Franco Migliacci, Bruno Zambrini. 
Una piccola etichetta indipendente incentrata sulla concezione originale di laboratorio, di luogo di incontro per gli artisti, musicisti, compositori, autori, arrangiatori e produttori.

## Artisti
- Mariella Nava
- Mimmo Cavallo
- Fausto Mesolella

## Giovani
- Marco Martinelli
- Alice Mondia
- Lidia Schiallaci
- Valerio Lysander

## Linea Strumentale
- Andrea Di Cesare

## Album pubblicati
| Anno | Interprete                                       | Titoli                                |
| ---- | ------------------------------------------------ | ------------------------------------- |
| 2013 | Mariella Nava                                    | Sanremo sì Sanremo no                 |
| 2014 | Mariella Nava                                    | Sanremo sì Sanremo no Limited Edition |
| 2014 | Mimmo Cavallo                                    | Dalla parte delle bestie              |
| 2014 | AA.VV.                                           | Anima Bianca (Premio Bianca D'Aponte) |
| 2015 | Fausto Mesolella                                 | CantoStefano                          |
| 2017 | Mariella Nava                                    | Epoca                                 |
| 2022 | Rossana Casale, Grazia Di Michele, Mariella Nava | Trialogo (Cantautrici)                |

## Singoli Digitali
| Anno | Interprete                                         | Titoli                |
| ---- | -------------------------------------------------- | --------------------- |
| 2013 | Mimmo Cavallo                                      | Bandidonato           |
| 2014 | Alice Mondia                                       | Condivido             |
| 2014 | Marco Martinelli                                   | Eri tu                |
| 2014 | Lidia Schillaci                                    | Mare blu              |
| 2014 | Marco Martinelli feat. Toto Torquati               | Amore bello           |
| 2015 | Marco Martinelli                                   | Laureato di talento   |
| 2015 | Marco Martinelli                                   | La mia scommessa      |
| 2015 | Marco Martinelli                                   | Tienimi con te        |
| 2016 | Fausto Mesolella                                   | Benedetta la Sicilia  |
| 2016 | Marco Martinelli                                   | La luna e l'alieno    |
| 2016 | Mariella Nava                                      | Prima di noi due      |
| 2016 | Mariella Nava                                      | Il mio correre        |
| 2017 | Marco Martinelli                                   | Condizionale presente |
| 2020 | Mariella Nava                                      | Povero Dio            |
| 2020 | Marco Martinelli / Valerio Lysander                | Così com'è            |
| 2020 | Rossana Casale / Grazia Di Michele / Mariella Nava | Segnali universali    |
| 2021 | Rossana Casale / Grazia Di Michele / Mariella Nava | Anime di vetro        |
| 2021 | Marco Martinelli                                   | Molecole d'amore      |
| 2021 | Rossana Casale / Grazia Di Michele / Mariella Nava | Sotto un altro cielo  |
| 2022 | Rossana Casale / Grazia Di Michele / Mariella Nava | Io sono l'amore       |
| 2022 | Rossana Casale / Grazia Di Michele / Mariella Nava | Tutti amano il sole   |
| 2022 | Mariella Nava                                      | Alla salute           |
| 2023 | Marco Martinelli                                   | Einstein non lo sa    |